# Sabotage (álbum de Black Sabbath)
Sabotage é o sexto álbum de estúdio da banda inglesa de heavy metal Black Sabbath. Foi lançado em 1975. É um álbum bem variado, misturando o som original da banda ainda mais ao rock progressivo, uma das músicas em que a influência progressiva aparece claramente é "Megalomania", o álbum também passa por alguns toques de pop rock em "Am I Going Insane (Radio)", e até mesmo cantos gregorianos, em "Supertzar". Apesar de ser variado, o álbum ainda mostra o lado pesado da banda em músicas como "Hole in the Sky" e "Symptom of the Universe".

## Gravação
A banda começou a trabalhar no seu sexto  álbum em fevereiro de 1975, novamente na Inglaterra, no Morgan Studios em Willesden, Londres. O título Sabotage foi escolhido pois na época a banda estava sendo processada pela sua antiga administração e os membros se sentiram como se estivessem sendo "sabotados o tempo todo e sendo socados de todos os lados", segundo Iommi. Ele credita esses problemas judiciais ao som raivoso e pesado do álbum. Em 2001, o baixista Geezer Butler explicou a Dan Epstein: "Na época do Sabbath Bloody Sabbath, descobrimos que estávamos sendo roubados pela nossa administração e pela nossa gravadora. Então, por muito tempo, não ficávamos no palco ou no estúdio, mas sim em escritórios de advocacia tentando cancelar todos os contratos. Estávamos literalmente no estúdio, tentando gravar, e tínhamos que assinar aqueles affidavits e tudo mais. Por isso se chama Sabotage -  porque sentíamos que todo o processo estava simplesmente sendo totalmente sabotado por todas aquelas pessoas que nos roubavam." Em sua autobiografia Eu sou Ozzy, o vocalista Ozzy Osbourne confirma que "mandados nos eram entregues na mesa de mixagem" e que o baterista Bill Ward "estava armando os telefones". No encarte do álbum Reunion, de 1998, Butler afirma que a banda sofreu por dez meses questões legais e admitiu: "a música tornou-se irrelevante para mim, compor uma canção era simplesmente um alívio."
Mais tarde, Iommi refletiu: "Poderíamos ter continuado e ir além,  obtendo mais técnicas, usando orquestras e tudo mais que não desejávamos de verdade. Olhamos para nós mesmos e queríamos fazer um álbum de rock - Sabbath Bloody Sabbath não era um verdadeiro álbum de rock." Segundo o livro How Black Was Our Sabbath, "As sessões de gravação normalmente iam até até o meio da madrugada. Tony Iommi estava trabalhando muito duro nos aspectos de produção com o coprodutor Mike Butcher, e estava gastando um bom tempo trabalhando nos seus sons de guitarra. Bill, também, estava fazendo experimentos na bateria, favorecendo especialmente o efeito de 'címbalo invertido'." Osbourne, porém, estava ficando cada vez mais frustrado com o tempo que a banda gastava nas gravações, escrevendo em sua autobiografia que "Sabotage levou cerca de quatro mil anos para ser gravado."

## Composição
Sabotage contém um misto de canções pesadas e faixas experimentais mais leves, como "Supertzar" e "Am I Going Insane (Radio)". Em 2013, a revista Mojo observou: "A faixa de abertura 'Hole in the Sky' e a triturante 'Symptom of the Universe' ilustram que, apesar de todos seus problemas, o poder da banda se manteve inalterado naquilo que muitos consideravam seus maiores talentos." No artigo "Thrash Metal - An Introduction" da University Times Magazine, Vladimir Rakhmanin cita "Symptom of the Universe" como um dos primeiros exemplos de thrash metal, um subgênero do heavy metal que surgiu no início dos anos 1980. Tony Iommi descreve a dinâmica da faixa na sua autobiografia Iron Man: "A música começa com uma parte acústica. Então sobe ao ritmo mais acelerado para dar aquele dinamismo, e há várias fases na canção, incluindo a jam no fim." A parte final de "Symptom of the Universe" veio de uma improvisação no estúdio, criada muito espontaneamente num só dia, e a decisão foi que seria usada na faixa. O Coro Filarmônico de Londres foi trazido para atuar na faixa "Supertzar". Quando o vocalista Ozzy Osbourne chegou no estúdio e o viu, ele pensou estar no local errado e saiu. O título da canção "Am I Going Insane (Radio)", com inclinações ao pop, causou um pouco de confusão devido à expressão "Radio", que levou as pessoas a pensarem que a canção era uma versão para o rádio. Porém essa é a única versão da música: o termo "radio-rental" é uma gíria rimada para "mental", ou seja, "louco".
"The Writ" é uma das poucas das canções do Black Sabbath cuja letra foi composta pelo vocalista, Ozzy Osbourne, que geralmente dependia do baixista e letrista Butler para as letras. A canção foi inspirada pelas frustrações sentidas por Osbourne na época, já que o antigo manager da banda, Patrick Meehan, estava processando o conjunto após ser demitido. A canção, em geral, viciosamente ataca o empresário, e há uma feroz diatribe contra Meehan, especificamente ("Are you Satan? Are you man?", "És Satã? És um homem?"). Osbourne disse em suas memórias: "Escrevi a maior parte da letra sozinho, e foi como um alívio para mim. Toda a raiva que sentia por Meehan foi expressa ali." Durante esse período, a banda começou a se perguntar se gravar álbuns e fazer shows "só para pagar os advogados" fazia algum sentido.
Uma curta faixa instrumental, "Don't Start (Too Late)", é uma curta peça de guitarra de Iommi, inspirada pelo operador de faixa David Harris, que frequentemente criticava a banda por começar a tocar antes dele estar preparado.

## Arte do encarte
A capa encarte de Sabotage colheu distintas críticas ao longo dos anos e é vista como uma das piores capas da história do rock. O conceito de espelho invertido foi criado por Graham Wright, técnico de bateria de Bill Ward que também era artista plástico. A banda compareceu a uma sessão de fotos que pensavam ser experimental, e assim se explica a escolha das roupas. Ward afirmou: "A única coisa sobre a qual não falamos foi o que iríamos vestir no dia das fotos. Desde o dia da sessão, a banda tem que sobreviver a uma série de piadas sobre roupas que continua até hoje em dia." Ward, na verdade, estava usando as calças vermelhas de sua mulher na foto. Wright lembra no livro How Black Was Our Sabbath que o plano de que cada membro da banda estivesse vestido de preto foi deixado de lado pelos designers e "o conceito original foi rejeitado". Os designers "continuaram a sessão, explicando que sobreporiam as imagens num outro estágio e que ficaria ótimo, honestamente. A sessão foi incrivelmente corrida, e o resultado foi longe do que havíamos originalmente previsto... Ironicamente, o projeto do encarte de ilustrar a ideia de sabotagem acabou virando si mesmo uma vítima de sabotagem. Na hora que eles viram o resultado, já era tarde demais para mudar." Em 2013, a Mojo comentou sobre a capa: "fornece um raro momento de leve alívio." No verso do lançamento original do álbum, o braço de Geezer está disposto de forma distinta da reflexão do espelho.

## Lançamento e recepção
| Críticas profissionais                                                      | Críticas profissionais |
| Avaliações da crítica                                                       | Avaliações da crítica  |
| Fonte                                                                       | Avaliação              |
| --------------------------------------------------------------------------- | ---------------------- |
| allmusic                                                                    | [ 8 ]                  |
| Esta tabela precisa de ser acompanhada por texto em prosa. Consulte o guia. |                        |

Sabotage foi lançado em 28 de julho de 1975 e atingiu a posição n° 7 nas paradas britânicas e n°28 nas americanas. Foi premiado com Disco de Prata (60 mil unidades vendidas) no Reino Unido pela BPI, a 1° de dezembro de 1975. Nos Estados Unidos, recebeu o Disco de Ouro em 16 de junho de 1997, mas foi o primeiro álbum do grupo a não alcançar a marca de platina no país. Pela segunda vez, um álbum do Black Sabbath inicialmente recebeu resenhas favoráveis, tendo a Rolling Stone afirmado: "Sabotage não só é o melhor álbum do Black Sabbath desde Paranoid, mas pode também ser o melhor de todos seus discos". Entretanto, resenhas tardias como a da Allmusic notam que "a química mágica que fizera álbuns como Paranoid e Volume 4 tão especiais começava a se desintegrar". O guitarrista Yngwie Malmsteen disse a Nick Bowcott, numa Guitar Player de 2008, que o riff de "Symptom of the Universe" fora o primeiro riff de Tony Iommi que ouvira e que "Duzentos anos atrás, a técnica de Tony teria feito com que ele fosse queimado vivo." Em 2017, a Rolling Stone o elegeu o 32º melhor álbum de metal de todos os tempos.
Em 1975 a banda fez uma turnê pelos EUA para a promoção do álbum e nisso se inclui uma participação na prestigiada série Don Kirshner's Rock Concert, no Santa Monica Civic Auditorium. A banda tocou "Killing Yourself To Live", "Hole In The Sky", "Snowblind", "War Pigs" e "Paranoid". Durante o solo de guitarra, caíram flocos de neve artificiais sobre o público e a banda, um artifício usado nos shows do grupo nessa época. Segundo o livro How Black Was Our Sabbath, "O público era limitado a alguns milhares de fãs, mas parecia que a cidade inteira fora agitada pela banda." Devido ao crescente uso de orquestras e de novas técnicas no estúdio, a turnê para promover Sabotage foi a primeira a contar com um tecladista a todo o tempo no palco, Gerald "Jezz" Woodroffe. A banda de abertura dos shows era o Kiss, mas a turnê foi cancelada em novembro de 1975, após o vocalista Ozzy Osbourne sofrer um acidente de motocicleta.

## Faixas
Todas as canções creditadas a Iommi/Osbourne/Butler/Ward.
| N.º | Título                      | Duração |  |
| 1.  | "Hole in the Sky"           | 4:00    |  |
| 2.  | "Don't Start (Too Late)"    | 0:49    |  |
| 3.  | "Symptom of the Universe"   | 6:29    |  |
| 4.  | "Megalomania"               | 9:43    |  |
| 5.  | "The Thrill of it All"      | 5:55    |  |
| 6.  | "Supertzar"                 | 3:44    |  |
| 7.  | "Am I Going Insane (Radio)" | 4:16    |  |
| 8.  | "The Writ"                  | 8:43    |  |

As músicas "Hole in the Sky" e "Symptom of the Universe" são ligadas pela instrumental "Don't Start (Too Late)", gravada em um volume baixo.

## Créditos
Black Sabbath
- Tony Iommi - Guitarra, piano, sintetizador, órgão
- Geezer Butler - Baixo
- Ozzy Osbourne - Vocais
- Bill Ward - Bateria

Produção
- Produtor Técnico Mike Butcher, Robin Black
- Operador de Fita David Harris
- Gravado no Morgan Estúdios, Londres e Bruxelas
- Masterizado no Sterling Sound, Nova York
- Capa do álbum por Will Malone
- Diretor de Arte Cream
- Coordenação Mark Forster
- Remasterizado por Ray Staff no Whitfield Street Studios
- Fotografia adicional por Ross Halfin e Chris Walter

## Catálogos
- LP Vertigo 9119 001 (UK Jul 1975)
- LP Vertigo 6366 115 (Brazil 1975)
- LP Warner Bros BS 2822 (US)
- LP WWA WWA 6366 (1975)
- LP NEMS NEL 6018 (UK, Holland Jun 1980)
- LP Ariston ARM42010 (Italy)
- LP Vertigo 832706-1
- LP NEMS SP18-50150 (Japan)
- MC RCA MC F7422 (1980)
- MC Vertigo 832706-4
- CD Vertigo 832706-2
- CD Castle NELCD 6018 (1986)
- CD Essential/Castle ESMCD306 (UK - Mar 1996) - Remastered
- CD Sanctuary SMRCD036 (UK 2004)
- CD Warner/Rhino R2 72923-F (US 2004) - Black Box

## Desempenho nas paradas
| Ano  | Posições | Posições | Posições | Posições | Certificações        |
| Ano  | UK       | AUT      | NOR      | US       | Certificações        |
| ---- | -------- | -------- | -------- | -------- | -------------------- |
| 1975 | 7        | 9        | 6        | 28       | Prata (UK) Ouro (US) |